# SEG (学習塾)
SEG（エスイージー）は、株式会社エスイージーが経営する、理数系科目を中心とした中学生・高校生対象の学習塾、予備校。「SEG」は「科学的教育グループ（Scientific Education Group）」の略。校舎は東京都新宿区西新宿7-19-19にある。
東京都内の私立上位校の生徒が多数在籍している。

## 概要
1981年、東京大学理学部数学科の学生や卒業生によって設立された。多くの塾・予備校が「いかに大学に合格させるか」を競いあっている中、「心に広がる数学の世界を!」というスローガンを掲げて設立された。代表は、古川昭夫（東京教育大学附属駒場中・高→東京大学理学部数学科→東京都立大学大学院理学研究科博士課程）。IA Prep School 平岡数学科主任を経て、1981年、SEGを創立。
数学・物理・化学の授業では、学校の授業の受講を前提としておらず、ゼロからの講義を行うのが特徴。クラスはレベル別に細分化されており、最上位のクラスでは大学教養課程や専門レベルまで踏み込んだ説明を行う。英語は文法や精読を中心とした授業のほか、多読を重視した授業も設けており、社会人向けの洋書ブッククラブや、多読図書専門店SEG Bookshopも経営している。

## 特徴
- 宿題の答え合わせ中心ではなく、授業内で教科内容を理解させる方針の塾である。
- 通常授業は、週1回3時間が原則。1学期12回、2学期12回、3学期7回の授業。中学・高1・高2は、5:15-8:15（3時間）、高3は、5:00-8:30（3時間半）が標準的な授業時間となっている。
- 高3クラスは、4月ではなく、1月から授業を行っている。また、各学年とも、春期（5回）・夏期（10回）・冬期（4回）の講習が年間カリキュラムに含まれているため、会員は必ず受講しなければいけない。
- 講習はだれでも無試験で受講できる。通常授業は、多読多聴以外は科目ごとの選抜制である。指定校制はとっておらず、入会の門は広く開かれている。
- 札幌IMS、群馬双葉塾、横浜EDUCA、愛知SEA、岡山パスカル数理塾、河合塾などの塾に数学の教材を提供しているほか、海陽学園などの学校にも教材を提供。また、SEG講師の古川昭夫、雲幸一郎、青木亮二、E.宮下いづみなどは「月刊・大学への数学」や「朝日小学生新聞」、「雑誌・多聴多読マガジン」に執筆している。

## 開講科目
通常授業及び季節講習→数学・数学Extreme・英語（多読）・物理・化学
季節講習のみ→国語・日本語速読・英検対策・バイリンガル論述力演習